# Złaków Kościelny
Złaków Kościelny [pronunciación en polaco: /ˈzwakuf kɔɕˈt͡ɕelnɨ/] es un pueblo en el distrito administrativo de Gmina Zduny, dentro del Distrito de Łowicz, Voivodato de Łódź, en Polonia central.